# Krčmare
Krčmare (en serbe cyrillique : Крчмаре) est un village de Serbie situé dans la municipalité de Kuršumlija, district de Toplica. Au recensement de 2011, il comptait 101 habitants.
Krčmare est également connu sous le nom de Gornje Krčmare. Un autre village du nom de Krčmare est situé à proximité.

## Démographie
| 1948 | 1953 | 1961 | 1971 | 1981 | 1991 | 2002 | 2011 |
| ---- | ---- | ---- | ---- | ---- | ---- | ---- | ---- |
| 705  | 697  | 599  | 414  | 343  | 218  | 150  | 101  |

|  |